# St. Helens (Oregón)
St. Helens es la sede del condado de Columbia en el estado estadounidense de Oregón. En el año 2000 tenía una población de 10.019 habitantes y una densidad poblacional de 889.3 personas por km².

## Geografía
St. Helens se encuentra ubicada en las coordenadas 45°51′34″N 122°49′1″O / 45.85944, -122.81694.

## Demografía
Según la Oficina del Censo en 2000 los ingresos medios por hogar en la localidad eran de $40,648, y los ingresos medios por familia eran $45,548. Los hombres tenían unos ingresos medios de $39,375 frente a los $26,725 para las mujeres. La renta per cápita para la localidad era de $17,237. Alrededor del 11.9% de la población estaban por debajo del umbral de pobreza.